# Nagamaki
Nagamaki (jap. 長巻 inaczej: nagatsuka-no katana) – japońska sieczna broń drzewcowa, bardzo podobna do naginaty, uważana nieraz za jej odmianę. 

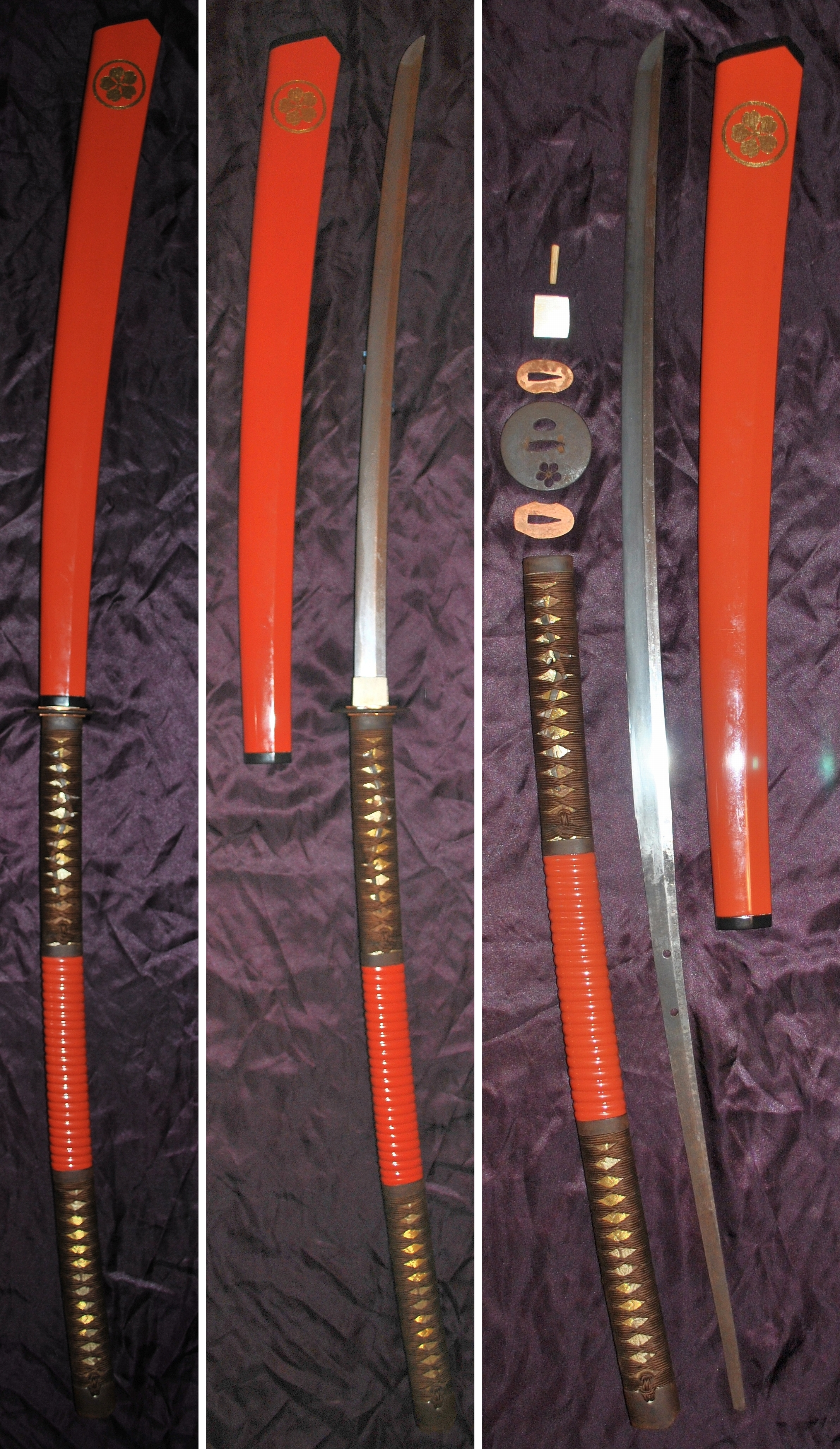
Nagamaki

Głównie nagamaki były wytwarzane przez najlepszych kowali ze stali skuwanej na kształt damastu lub okuwanej twardymi, stalowymi płaskownikami. Ostrza te miewały bardzo piękny, precyzyjny szlif oraz wyraźnie widoczną linię hartu, z reguły były również pozbawione elementów takich jak strudziny, zbrocza czy grawerunki. Długość głowni zazwyczaj nie przekraczała trzech shaku, czyli dziewięćdziesięciu centymetrów. Głownie nagamaki wyglądały właściwie jak głownie typowych japońskich "mieczy" z bardzo długim trzpieniem -nakago i były osadzane metodą "mieczową" na niezbyt długim drzewcu. 
Nazwa broni pochodzi od oplotu drzewca wykonanego podobnie jak oplot rękojeści miecza (nagamaki - "z długim oplotem").
Drzewce były krótkie, zwykle mierzyły około czterech shaku (1,2 m), tak że cała broń, mimo znacznie dłuższego niż u naginaty ostrza, miała podobną długość.
Cenna głownia była chroniona pochwą, saya, przypominającą zwykłą pochwę miecza, np. katany. 
Drzewiec nagamaki jest zasadniczo rękojeścią a nie drzewcem, w przypadku tej broni stosuje się jednak zamienne nazewnictwo ze względu na nietypowe dla innych rodzajów broni proporcje długości rękojeści do głowni. Nagamaki pod względem konstrukcji typologicznie jest daleko do naginaty ze względu na budowę rękojeści analogiczną do katany. 
Trudno jest ocenić, jak skuteczną była bronią. Wiadomo natomiast, że cieszyła się uznaniem wśród wojowników. Nobunaga Oda uważał ją za doskonałe uzbrojenie dla żołnierzy walczących w pierwszej linii.